# A Long Time Comin'
Albums de Electric Flag
The Trip: Original Motion Picture Soundtrack
(1967) The Electric Flag: An American Music Band
(1968)
A Long Time Comin', paru en 1968, est le premier album studio du groupe américain Electric Flag.

## L'album
Si on excepte un album précédent composé pour un film, A Long Time Comin est le premier album studio du groupe qui ne produira que deux albums.

Un mois après la sortie de l'album, Mike Bloomfield et Barry Goldberg quitteront le groupe.

L'album se veut une fusion entre le rock, le blues et la soul, le tout accompagné d'une section de cuivres.
L'album précédent édité en 1967, composé par Mike Bloomfield dans son intégralité pour le film "The Trip" de Peter Fonda & Jack Nicholson est le premier album studio de l'Electric Flag. Le deuxième album studio est "A Long Time Comin'" paru en 1968. Le groupe de base est composé sur les deux disques vinyles par : Mike Bloomfield (guitare), Barry Goldberg (claviers), Harvey Brooks (basse, guitare), Buddy Miles (batterie). Les deux Lp ont été produits par John Court. Une pléthore de musiciens accompagnent l'Electric Flag sur ce deuxième album, les principaux étant: Paul Beaver (claviers), Richie Havens (Sitar), Bob Notkoff (Violin), Peter Strazza (Sax Tenor), Herbie Rich (Sax Tenor), Marcus Doubleday (Trompette).

## Les musiciens
Nick Gravenites : voix, percussions

Mike Bloomfield : guitare

Harvey Brooks : basse, guitare

Buddy Miles : batterie

Barry Goldberg : claviers

Herbie Rich : Sax ténor, Sax baryton, claviers

Peter Strazza : Sax Tenor

Marcus Doubleday : trompette

Bob Notkoff : Violon

Julius Held : Strings

Leo Daruczek : Strings

George Brown : Strings

Charles McCracken : Strings

Richie Havens : Sitar, Percussion

Paul Beaver : Moog Synthesizer

Mike Fonfara : Claviers

John Court : Percussion

Nick Gravenites : Percussion

Sicuva : Guitare, Percussion

Joe Church : Percussion

## Les titres
| No  | Titre                                             | Durée |
| --- | ------------------------------------------------- | ----- |
| 1.  | Killing Floor - Chester Burnett                   | 4:11  |
| 2.  | Groovin' Is Easy - Nick Gravenites                | 3:06  |
| 3.  | Over-Lovin' You - Barry Goldberg, Mike Bloomfield | 2:12  |
| 4.  | She Should Have Just - Ron Polte                  | 5:03  |
| 5.  | Wine - Traditional                                | 3:15  |
| 6.  | Texas - Buddy Miles, Mike Bloomfield              | 4:49  |
| 7.  | Sittin' in Circles - Barry Goldberg               | 3:54  |
| 8.  | You Don't Realize - Mike Bloomfield               | 4:56  |
| 9.  | Another Country - Ron Polte                       | 8:47  |
| 10. | Easy Rider - Mike Bloomfield                      | 0:53  |

| 11. | Sunny - B. Hebb                                | 4:02 |
| 12. | Mystery - B. Milles                            | 2:56 |
| 13. | Look into My Eyes - Buddy Miles, Harvey Brooks | 3:07 |
| 14. | Going Down Slow - James Oden                   | 4:43 |

## Informations sur le contenu de l'album
- Killing Floor est une reprise de Howlin' Wolf (Chester Burnett) (1965).
- Groovin' Is Easy est également sorti en single en 1968 couplé en face 2 à "Over-Lovin'You", sous la référence Columbia 44307.
- She Should Have Just et Another Country sont deux titres écrits par Ron Polte pour Electric Flag.
- Wine est un titre traditionnel réinterprété par Electric Flag.
- Sunny est une reprise de Bobby Hebb (1966). Ce titre n'était sorti qu'en single.
- Going Down Slow est un titre de "Saint Louis" Jimmy Oden de 1941 popularisé par Howlin' Wolf en 1962.